# Titanio schrankiana
Titanio schrankiana là một loài bướm đêm trong họ Crambidae.